# Popoli dell'Italia antica

Cartina linguistica dell'Italia antica nell'Età del ferro, prima dell'espansione romana.

Con il nome di popoli dell'Italia antica si indicano quelle popolazioni stanziate nella penisola italiana durante l'età del ferro e prima dell'ascesa di Roma.
Questi popoli non erano tutti imparentati sul piano linguistico o genetico. La conformazione dell'Italia, lunga penisola distesa nel mar Mediterraneo, ne favorisce infatti i rapporti con le regioni circostanti, ma, al tempo stesso, la sua natura prevalentemente montuosa tende a separare e isolarne le popolazioni entro aree geografiche circoscritte.
Sul piano linguistico, la maggioranza dei popoli parlava lingue indoeuropee. In particolare, si annoverano i popoli italici propriamente detti, cioè quelli che parlavano lingue italiche, e popoli che parlavano lingue indoeuropee non italiche come i colonizzatori di lingua greca. Infine, altri popoli parlavano lingue non indoeuropee. La classificazione di un certo numero di queste civiltà non è stata ancora chiarita. Il celebre studioso italiano Giacomo Devoto sosteneva la tesi secondo cui le varietà indoeuropee che confluirono in Italia furono "infinite".

## Migrazioni indoeuropee

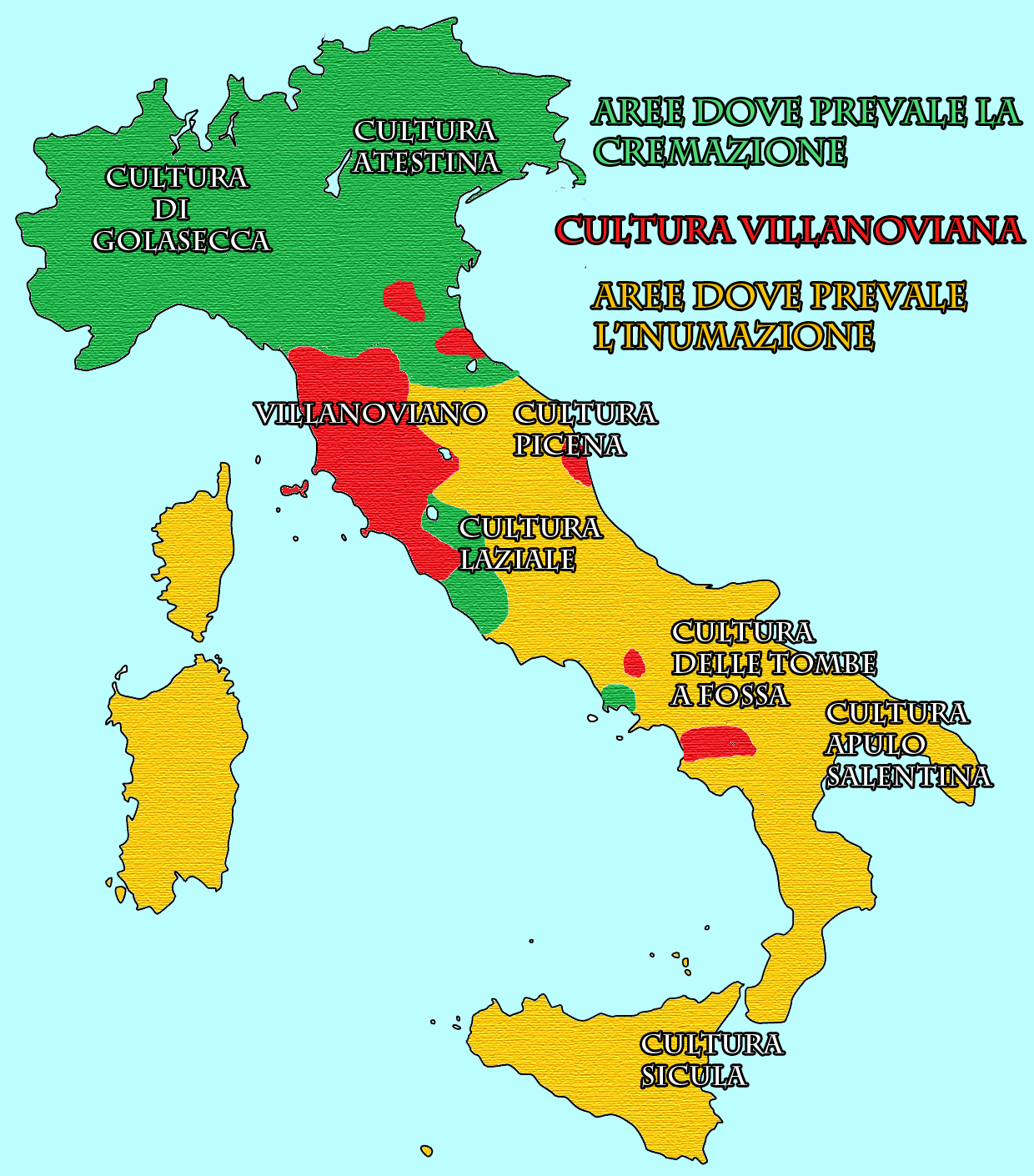
Le culture protostoriche dell'età del ferro.
Verde: aree dove si praticava l'incinerazione/cremazione.
Rosso: area villanoviana dove si praticava l'incinerazione/cremazione.
Giallo: area dove si praticava l'inumazione.

L'Italia era già abitata dalla preistoria da popolazioni neolitiche. Contemporaneamente alla diffusione della lavorazione dei metalli, migrarono in Italia nuove popolazioni organizzate in società patriarcali e guerriere, parlanti lingue indoeuropee. Le migrazioni di popolazioni indoeuropee in Italia, provenienti principalmente da nord delle Alpi, avvennero in diverse ondate.
Una prima ondata migratoria indoeuropea sarebbe avvenuta intorno alla metà del III millennio a.C., a opera di popolazioni che importarono la lavorazione del rame. Caratteristiche di questo periodo sono le statue stele (o statue menhir), nelle quali sono spesso scolpite armi e simboli solari, apparentemente segni distintivi indoeuropei.
Una seconda ondata, avvenuta fra la fine del III e gli inizi del II millennio a.C., portò alla diffusione delle popolazioni del bicchiere campaniforme nella pianura padana, in Toscana e nelle zone costiere occidentali di Sardegna e Sicilia. Queste genti influenzarono fortemente anche le successive culture dell'età del bronzo antico (Polada, Bonnanaro ecc.).
Durante la metà del II millennio a.C., nella pianura padana a sud del Po si sviluppa la civiltà delle terramare. A partire dagli studi di Luigi Pigorini del XIX secolo, questa civiltà è stata associata agli Italici, i quali, dopo la grave crisi del XII secolo a.C. che colpì il sistema terramaricolo, provocando la scomparsa della maggior parte degli insediamenti, migrarono a sud, installandosi presso le locali comunità di cultura appenninica e dando origine al proto-villanoviano. Nella prima età del ferro, la cultura proto-villanoviana si diversifica a sua volta in differenti facies regionali che diedero origine alle "nazioni italiche": la cultura Atestina (Proto-Veneti), Laziale (Latini), Villanoviana (Etruschi), Sicula (Siculi) , Cultura di Terni (Umbri).
Nell'Italia nordoccidentale la media e tarda età del bronzo è caratterizzata dall'aspetto Canegratese - Golasecchiano forse da collegare alla popolazione proto-celtica dei Leponti o Leponzi.

## Classificazione
Per affinità etnico-linguistica, si è soliti considerare sia i Latino-falisci che gli Osco-Umbri come appartenenti alla famiglia linguistica italica. Questi due gruppi di popolazioni, parlavano lingue come l'osco, i dialetti sabellici, l'umbro, il latino, il siculo ecc. sono stati successivamente suddivisi in due distinti rami indoeuropei, chiamati lingue italiche occidentali (Latino-Falisco) e lingue italiche orientali (Osco-Umbre), ipotizzando che derivino da due distinte migrazioni indoeuropee.
Le popolazioni di lingua indoeuropea giunte nella penisola si sarebbero sovrapposte a quelle più antiche, di origine neolitica, oppure si mescolarono a esse, dando origine ai gruppi Osco-Umbri, ai Latini e loro affini, ai Siculi in Sicilia.
Le antiche popolazioni dell'Italia contemporanea nel loro complesso possono classificarsi in:
- di lingua preindoeuropea (le lingue di alcune di queste popolazioni sono documentate da iscrizioni, mentre su altre le informazioni sulla lingua sono ricavate da onomastica e toponomastica):

Etruschi, Liguri, Euganei, Reti, Camuni, Sicani, Sardi (suddivisi in Iolei, Balari - forse di lingua indoeuropea - e Corsi).
- di lingua indoeuropea,  a loro volta differenziati per:

Appartenenza alla famiglia italica (delle popolazioni latino-falische e osco-umbre si hanno abbondanti informazioni riguardo alla lingua e alla religione):
Latini (compresi i Falisci), Capenati, Siculi, Ausoni-Aurunci, Sidicini, Campani, Opici, Enotri, Itali (suddivisi in Morgeti, Siculi), Elimi, Sabini, Piceni, Umbri, Sanniti (Carricini, Pentri, Caudini e Irpini), Osci, Lucani (tra i quali gli Ursentini), Bruzi, Sabelli adriatici (Marsi, Peligni, Marrucini, Frentani, Pretuzi, Vestini), Apuli, Sabelli tirrenici (Ernici, Equi, Volsci).
Altra affiliazione:
Gli Iapigi (di probabile origine illirica e suddivisi in Dauni, Peucezi e Messapi), i Veneti, i Rutuli (di origine ignota), i Celti (Boi, Cenomani, Senoni, Orobi, Leponti, Carni, ecc.), i coloni Greci della Magna Grecia e delle altre colonie greche in Italia (Italioti, Sicelioti).

## Distribuzione geografica

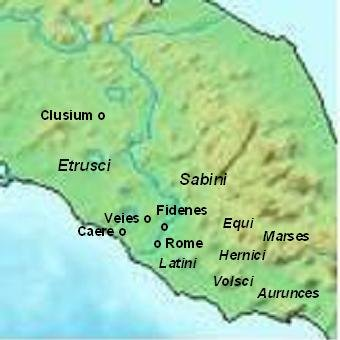
Le popolazioni dell'Italia centrale tirrenica
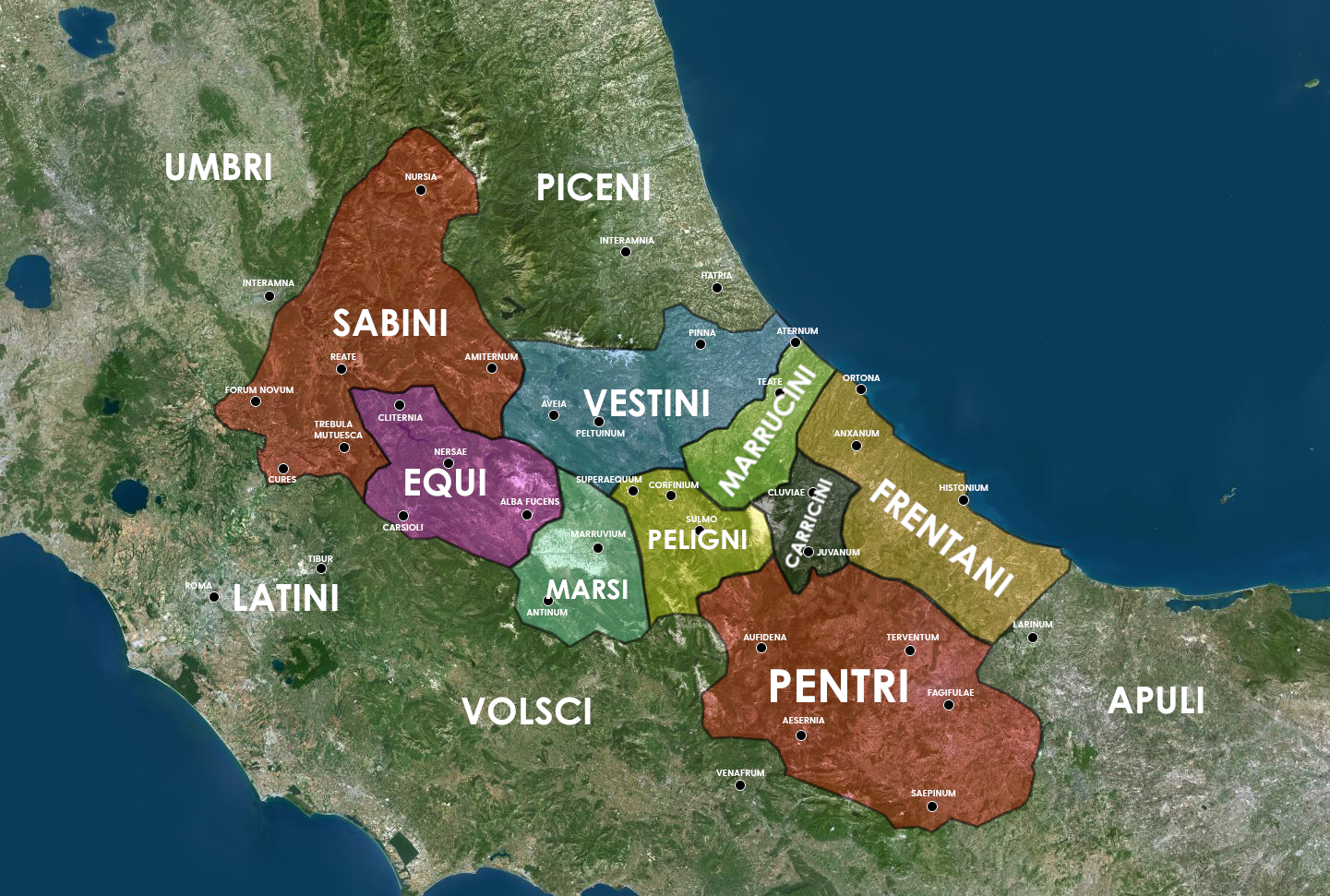
Le popolazioni dell'Italia centrale adriatica
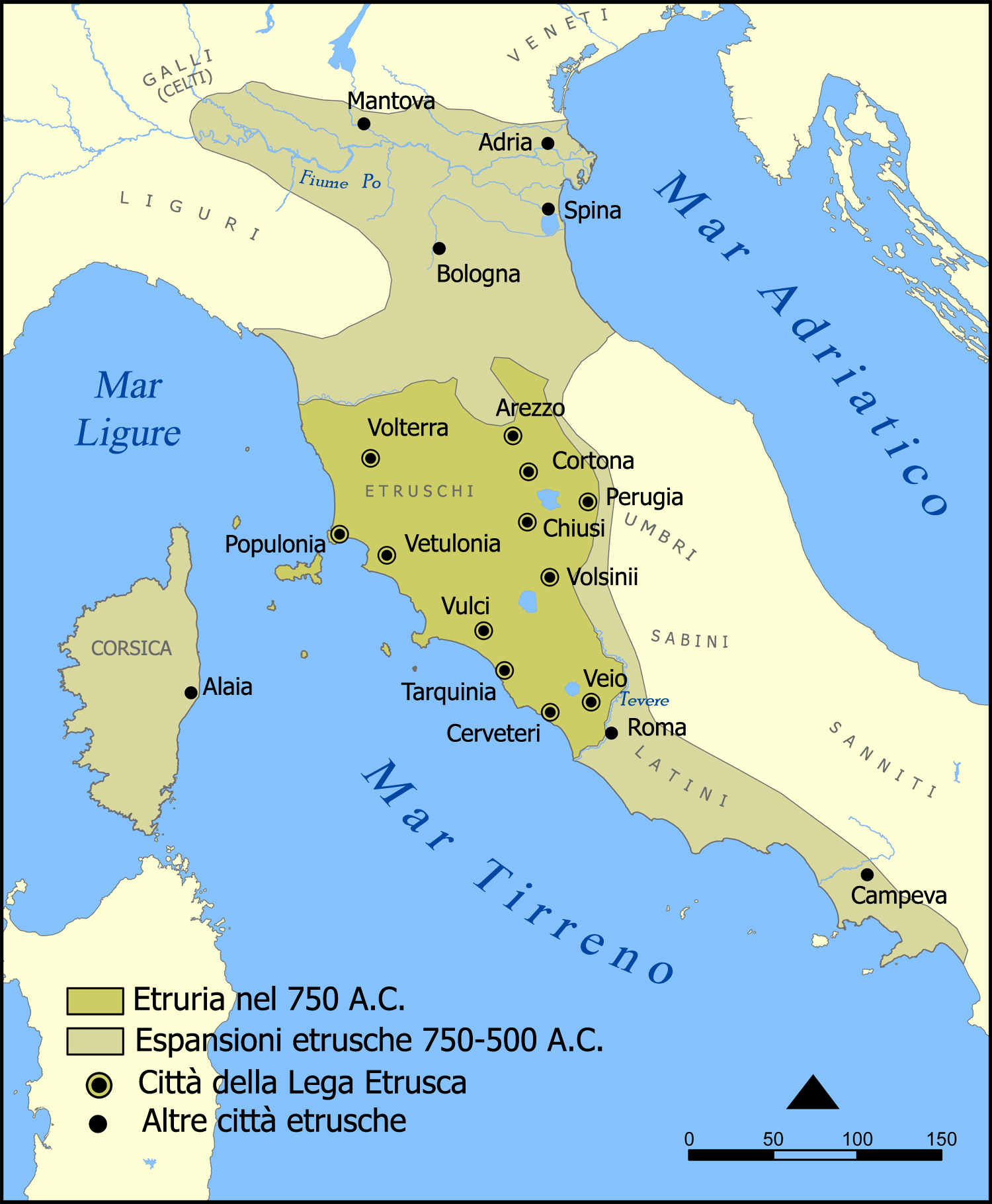
Espansione etrusca fra l'VIII e il VI sec a.C.
Le popolazioni della Gallia Cisalpina fra il IV e il III sec a.C.
Le popolazioni illiriche della Puglia e dei Balcani.
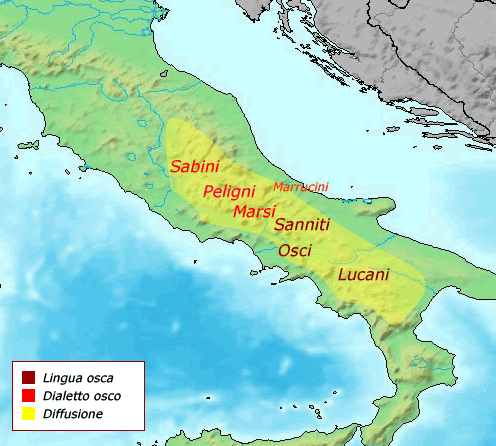
Le popolazioni di Italici di lingua osca nel V sec a.C.
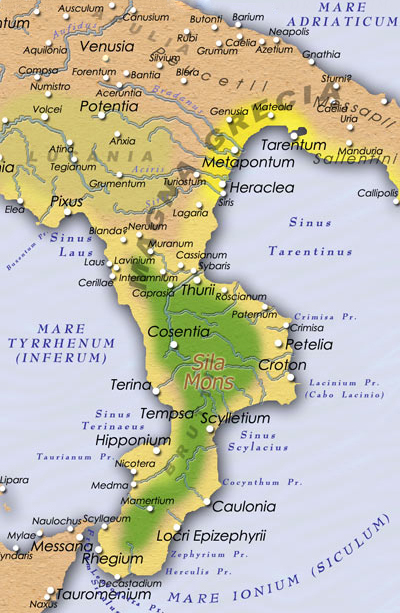
La Magna Grecia nel 280 a.C. circa
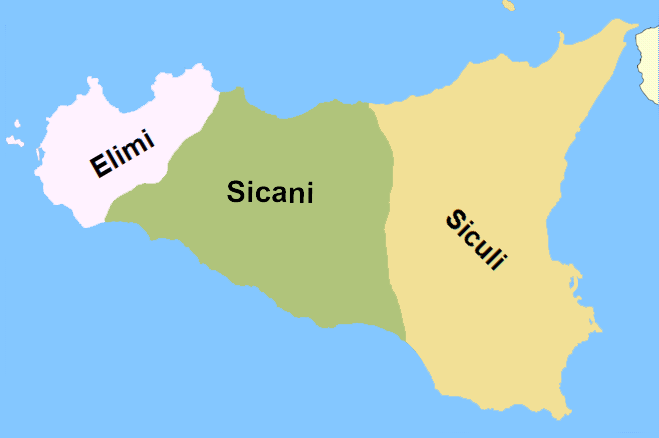
Le popolazioni della Sicilia intorno al decimo secolo a.C.
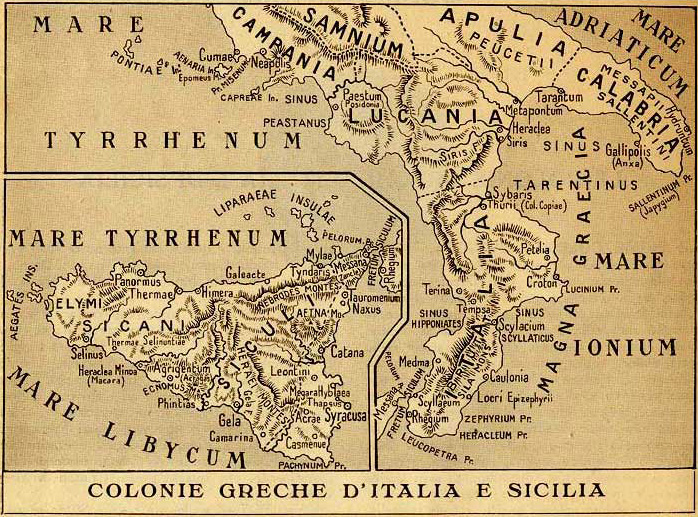
Le colonie greche d'Italia meridionale e Sicilia.
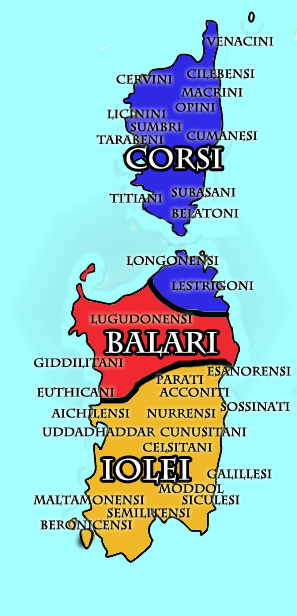
Le popolazioni della Corsica e della Sardegna in età torreana e nuragica.